# San Paolo in trono
San Paolo in trono è un dipinto a olio su tavola (230x150 cm) di Domenico Beccafumi, databile al 1515 circa e conservato nel Museo dell'Opera del Duomo di Siena. 

## Storia
Eseguita per la distrutta chiesa di San Paolo per conto della Corte degli Uffiziali di Mercanzia, la pala di San Paolo in trono venne citata da Vasari che forse però non l'aveva vista direttamente, poiché ne parla come di una "tavoletta" e scrisse di aver sentito dire che "fu fatta da Domenico quando era giovane". Nell'assenza di documentazione diretta la pala è datata per via stilistica al 1515 circa, forse appena prima delle Stimmate di santa Caterina da Siena e comunque dopo il viaggio a Roma e la venuta in contatto con la coeva arte fiorentina e col Sodoma. 
Un disegno preparatorio per la Madonna col Bambino in alto è al Gabinetto dei Disegni e delle Stampe degli Uffizi (1527 F).

## Descrizione e stile
La scena, di per sé insolita, è composta in maniera molto originale. Al centro san Paolo, riconoscibilissimo per gli attributi del manto rosso, della spada e della barba castana con la testa pelata, è rappresentato seduto su un trono di pietra scura, che forma anche il pilastro centrale di un invisibile loggiato. Sopra di lui infatti appare la Madonna contornata da angioletti che, tendendo drappi verdi, formano una doppia arcata simmetrica. Questi putti alati, in pose a contrapposto variamente atteggiati, talvolta in prospettiva, citano i movimenti angelici della Madonna del Baldacchino di Raffaello, ripresi anche da altri pittori.
Ai lati dell'Apostolo sono rappresentate le scene della sua Conversione, con l'apparizione di Cristo tra le nuvole,  e della Decapitazione. Numerosi sono i riferimenti individuati dagli studiosi nell'originale composizione anticlassica: il santo richiama le figure michelangiolesche dei Profeti della Sistina, mentre le figure di fondo sono accostate a Dürer e a Piero di Cosimo.